# Péon (tauromachie)
Pour les articles homonymes, voir Péon (homonymie).
Le péon, (de l’espagnol peón, « valet ») est un torero subalterne aux ordres du matador. Chaque cuadrilla (équipe des assistants du matador) compte  trois peones.

## Présentation

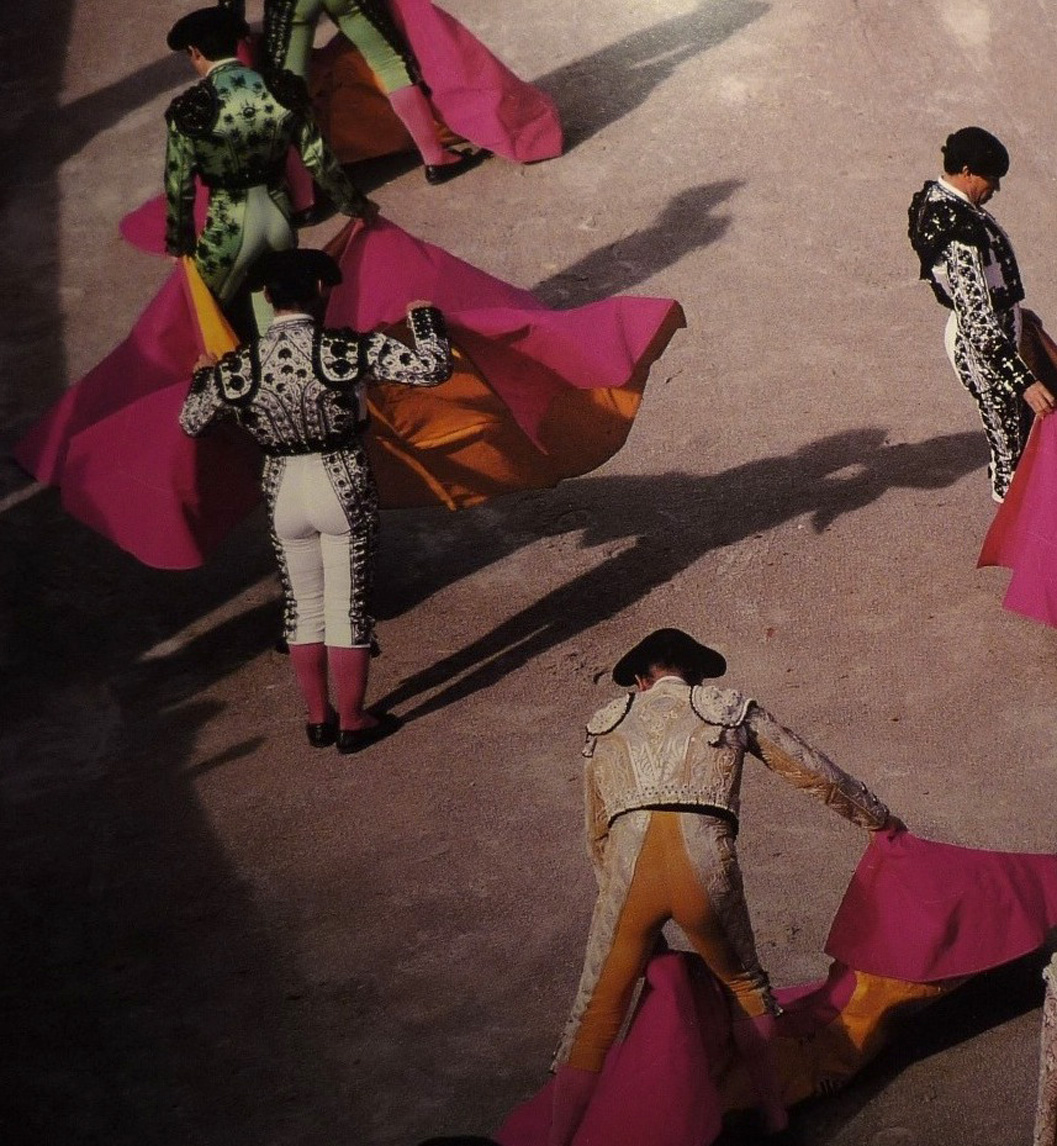
Essais de capes des peones

Ils sont identifiables car ils portent un habit de lumières légèrement différent de celui du matador. En effet, alors que les broderies sont habituellement dorées pour le maestro, parfois noires, celles des peones sont en revanche argentées, noires ou blanches. De plus, les peones n'utilisent que la cape et jamais la muleta lors de la corrida.

### Interventions
Les peones aident le matador lors des différentes phases de la lidia :
- avant le début du premier tercio, ils réalisent le « toreo de cape », série de passes de capote aidant le matador à jauger le taureau ;
- pendant le premier tercio, ils placent le taureau en préparation de l'intervention des picadors ;
- pendant le deuxième tercio, deux d'entre eux posent le plus souvent les banderilles. C’est pourquoi le terme « banderillero » qui, stricto sensu désigne celui qui pose les banderilles, est couramment utilisé comme synonyme de « peón ». Pendant ce temps-là, le troisième place le taureau grâce au capote ;
- au terme de la faena, ce même peón intervient en tant que puntillero : il donne le coup de grâce au taureau après l’estocade, à l’aide de la puntilla, poignard à lame courte et large.

### Premier peón

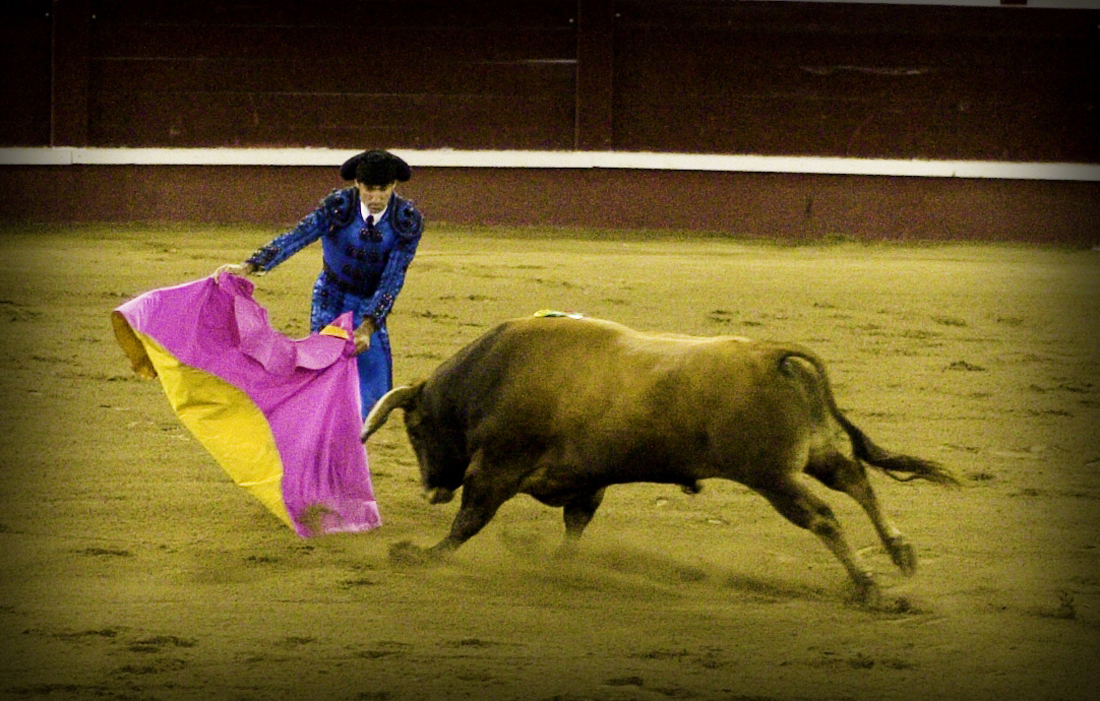
Peón réalisant le « toreo de cape » à Terceira en 2007

L’un d’eux est appelé « premier peón » ou « peón de confiance ». C’est généralement le plus ancien, le plus expérimenté des trois. Sa grande connaissance du taureau et de sa lidia (et aussi du public) lui permet souvent de conseiller le matador tout au long du combat. C’est pourquoi, si les matadors changent assez facilement de peones, ils répugnent souvent à changer de premier peón : on a vu souvent un premier peón rester au service d’un même matador durant toute sa carrière.